# Fagerspindling
Fagerspindling (Cortinarius arquatus) är en svampart som först beskrevs av Alb. & Schwein., och fick sitt nu gällande namn av Elias Fries 1838. Cortinarius arquatus ingår i släktet Cortinarius och familjen spindlingar.   Inga underarter finns listade i Catalogue of Life.
I den svenska databasen Dyntaxa används istället namnet Cortinarius pansa för samma taxon.  Arten är reproducerande i Sverige.